# Martin-Behaim-Denkmal
Pomnik Marcina Behaima (z niem: Martin-Behaim-Denkmal) - został postawiony z okazji 400-lecia powrotu Marcina Behaima do Norymbergi.

## Źródła
- nuernberginfos.de. nuernberginfos.de. [zarchiwizowane z tego adresu (2015-11-27)].